# Bouzonville
Bouzonville là một xã trong vùng Grand Est, thuộc tỉnh Moselle, quận Boulay-Moselle, tổng Bouzonville. Tọa độ địa lý của xã là 49° 17' vĩ độ bắc, 06° 31' kinh độ đông. Bouzonville nằm trên độ cao trung bình là 190 mét trên mực nước biển, có điểm thấp nhất là 192 mét và điểm cao nhất là 310 mét. Xã có diện tích 13,90 km², dân số vào thời điểm 1999 là 4117 người; mật độ dân số là 296 người/km². Xã thuộc Pháp từ năm 1766.

## Thông tin nhân khẩu
| 1962  | 1968  | 1975  | 1982  | 1990  | 1999  |
| ----- | ----- | ----- | ----- | ----- | ----- |
| 3.306 | 3.763 | 4.232 | 4.285 | 4.148 | 4.117 |